# 川村悠椰
川村 悠椰（かわむら ゆうや、1995年12月13日 - ）は、日本の俳優。元子役。円谷プロダクション芸能部、生島企画室（現在のFIRST AGENT）、グッディを経てアール・クルー エンターテイメント事業部所属。

## 出演

### テレビドラマ
- 特命!刑事どん亀（2006年、TBS）
- Xenos（2007年1月、テレビ東京）
- ULTRASEVEN X（2007年10月、CBC）小学生 役
- ヒットメーカー 阿久悠物語（2008年8月1日、日本テレビ）阿久悠（小学生時代） 役
- 少年時代（2009年6月、フジテレビ）
- 捜査検事・近松茂道9 安寿と厨子王伝説殺人事件（2010年3月17日、テレビ東京）
- 土曜ドラマスペシャル神様の女房（2011年10月1日 - 15日、NHK）井植祐郎 役
- なるようになるさ。（2013年7月 - 9月、TBS）沢木仁 役

### 映画
- 口裂け女（2007年3月17日）
- コドモのコドモ（2008年9月27日、ビターズ・エンド）鶴巻ヒロユキ 役
- その日のまえに（2008年）
- 愛のむきだし（2009年）
- スノープリンス 禁じられた恋のメロディ（2009年）

### ゲーム
- メタルギアソリッド4（2008年）リトル・ジョン、地元の少年 役（声）

### その他
- タイムスクープハンター（2011年）伍作 役